# Этнические преступные группировки
Этнические преступные формирования — группы, сообщества (организации), представляющие собой специфические криминальные объединения, формирующиеся по национальному (этническому) признаку, то есть объединяющие в своем составе лиц одной или нескольких родственных национальностей (этнических образований). Отнесение преступной группировки к этнической не определяется однородностью её национального состава, он может быть и смешанным. Этническую принадлежность группировки определяют те, кто занимает в ней лидирующее положение.

## Причины возникновения
Этническая преступность возникает в области контакта общества с представителями культурно и социально дистанцированного от него этнического меньшинства.
Людям одной этнической принадлежности легче находить общий язык друг с другом, часто они живут вместе, в одном районе города, образуя некое подобие гетто.

## Этнические преступные группировки в России
С 1998 года в инициативном порядке, а с 2001 года — официально в структуре департамента МВД по борьбе с организованной преступностью существуют подразделения по борьбе с этнической преступностью, то есть факт существования этнических преступных группировок юридически признан на уровне подзаконных актов РФ.
За 9 месяцев 2004 года в Москве было разработано и выявлено 516 преступных групп, всего около двух тысяч человек. На криминальном учёте в МВД состоят примерно 500 азербайджанцев и 300 чеченцев. Глава ГУВД Москвы в 2005 году сообщил, что правонарушители из Таджикистана и Узбекистана в основном занимаются наркобизнесом, из Грузии — квартирными кражами.

### Русские
К лету 1996 года в Москве действовало более тридцати криминальных группировок. Среди русского крыла особо отличались те, названия которых происходили от названий районов Москвы. Такие группировки тоже были различными. В одних случаях они могли собрать до тысячи бойцов в течение нескольких часов. Примечательно, что в состав такой группировки могли входить не только штатные боевики, но и приглашенные со стороны.
Русские и другие этнические группировки старались жить в мире.
Но криминальный расклад в городе могли поколебать так называемые приезжие группировки — из Сибири, с Урала, с Дальнего Востока, а также из южных областей Российской Федерации. Эти группировки были «голодные». Им необходимо было отвоевать место под солнцем, и они вносили дисбаланс в сложившуюся расстановку сил. Тогда начинались криминальные войны..
Ведущие группировки русской преступности сегодня:
- «Тамбовская» группировка. Регион — Санкт-Петербург. Лидер — Кумарин (Владимир Барсуков). В группировке до 2000 бойцов, не считая бригадиров. Специализация: торговый бизнес, АЗС, торговля нефтепродуктами, гостиничный и ресторанный бизнес, недвижимость, перекачка и отмывание денег.
- «Измайловская» группировка. Регионы — Братск, Красноярск, Калининград, часть Дальнего Востока, Хабаровск, город Иванино. Лидер — Аксен (Аксенов). Насчитывает несколько тысяч человек. Специализация: страхование, древесный бизнес, алюминиевый и целлюлозный бизнес.
- «Первомайская» группировка. Регион — Новосибирск. Лидеры — (руководят два брата). Специализация: занимаются крышеванием среднего, торгового бизнеса, сферы услуг, частично гостиничный и ресторанный бизнес.
- Солнцевская группировка. Регионы — Москва, Санкт-Петербург, Новосибирск, Екатеринбург, Нижний Новгород, Самара, Омск, Челябинск, Ростов-на-Дону, Уфа, Волгоград, Пермь, Сочи, Красноярск, Воронеж. Лидеры — В числе лидеров группировки называются: Сергей Михайлов («Михась»), Александр Федулов («Федул»)ˌ Арам Атаян («Барон»), Виктор Аверин («Авера-старший»), его младший брат Александр Аверин («Саша-Авера» или «Авера-младший»)[6]. Сферы деятельности весьма разнообразные — рэкет, владение недвижимостью, собственными фирмами и т. д. На данный момент считается одной из самых масштабных в СНГ (и, может быть, одной из самых опасных[7]), также активна за границей[8][9]. В депеше американского посла Дж. Байерли от февраля 2010 года, опубликованной через WikiLeaks, сообщается, что «крышу» Солнцевской ОПГ обеспечивает ФСБ.[10]

### Азербайджанские
Сферой деятельности азербайджанских ОПГ, которых насчитывается более 30, «крышевание» рынков, реализация наркотиков и контрафактной продукции. Также они контролируют торговлю цветами и фруктами. Местами их концентрации являются крупные города, городские рынки и гостиницы при них. Эти ОПГ, как правило, состоят из выходцев из определённого региона Азербайджана, название которого носят. По оценкам экспертов, примерный суммарный оборот азербайджанских группировок составляет 25 млрд долларов.

### Армянские
Армянские преступные группировки постепенно уходят от прямого криминала. Теперь их интересы лежат в сферах распределения строительных подрядов, конвертации валюты и выводе денег за рубеж. Значительная часть средств ОПГ идёт на коррупционные связи, что способствует сохранению их позиций. Двенадцать из проживающих в Москве воров в законе — армяне.

### Ассирийские
Уголовники из числа айсоров (ассирийцев) традиционно специализировались на карманных и квартирных кражах. Ещё когда само слово «рэкет» было известно немногим, бойцы лидера ассирийской ОПГ Вячеслава Сливы обирали чистильщиков обуви. Ассирийское криминальное сообщество обладает обширными связями в Австрии, Германии и США, поддерживает тесные связи с грузинскими и славянскими «ворами в законе». Являясь одной из старейших этнических преступных группировок, ассирийская ОПГ предпочитает высокодоходные сферы деятельности, прежде всего игорный бизнес и «отмывание денег».

### Грузинские
Криминальные группировки выходцев из Грузии занимают прочные позиции внутри российской этнической преступности. Начиная с 1990-х годов их лидеры предприняли меры по легализации незаконно полученных доходов через подставные фирмы, а теперь стремятся к их увеличению путём не столько совершения общеуголовных преступлений, сколько путём установления контроля над различными сферами экономики, приносящими максимальную прибыль. Вместе с тем на низовом уровне грузинские криминальные группировки сохраняют привязанность к традиционным для них способам преступного заработка, а именно к квартирным и карманным грабежам, угонам и кражам автомобилей. Практически все «барсеточники» представлены членами грузинских, абхазских и мегрельских преступных кланов. Любопытный факт: от остальных кавказских группировок грузинские ОПГ отличает более частое присутствие в их рядах людей с высшим образованием.
Сегодня грузинские авторитеты занимают «ключевые» позиции в теневом бизнесе всей европейской территории России. В Москве и столичном регионе постоянно проживает около 100 грузинских криминальных авторитетов, многие из которых находятся либо нелегально, либо используют поддельные документы. 40 грузинских «воров в законе» сегодня постоянно проживают в столице, то есть прописаны в Москве и официально владеют собственностью. Вторая по значению сфера влияния группировки — Краснодарский край и Ставрополье, от 30 до 50 «законников». Далее — Тюменская область, особенно, Сургут, где «работают» до 30 «воров в законе».
Среди грузинских преступных группировок сложилась определённая иерархия. На первом месте в этой иерархии находится кутаисская группировка, в составе которой 50 «воров в законе» и около 500 активных членов. Лидер — «вор в законе» Тариэл (Ониани). На втором месте тбилисская группировка, насчитывающая около двухсот человек. На третьем месте менгрельская группировка. Выходцы из западной Грузии и Абхазии. Около двухсот человек.
Особняком стоит сухумская группировка. Около 300 человек. С ней сотрудничает «Сванская бригада» — тщательно законспирированная банда из уроженцев Лентехского и Лечхумского районов Грузии. Специализация бригады — похищение людей ради выкупа.
По очень приблизительным оценкам ежемесячный оборот грузинского криминального бизнеса только лишь в Москве составляет до 25 миллионов долларов. Ежемесячные доходы группировки в целом по стране составляют около 60 миллионов долларов.

### Дагестанские
Сфера деятельности: рэкет, торговля наркотиками, похищения людей с целью получения выкупа, разбои, грабежи, браконьерство осетровых на Каспии, изготовление и распространение фальшивых денег (рублей и долларов США). Регионы деятельности — столичные города, Астрахань, Поволжье, Дальний Восток, Калининград, ряд других российских городов. «Дагестанские» в Москве делятся в основном по национальному признаку: даргинская, аварская, лакская, лезгинская и т. п. группировки.
Особая черта специализации дагестанских ОПГ — эксплуатация трудовых рабов на кирпичных заводах Дагестана, которых там насчитывается около 600, а также на отдалённых фермах при выпасе скота.

### Ингушские
Близкие чеченским ОПГ ингушские криминальные группировки занимают свою нишу в криминальном бизнесе, занимаясь незаконной торговлей золотом и ювелирными украшениями. В криминальной хронике имеется характерная информация: «В Иркутской области задержаны братья-ингуши с 11 килограммами золота с приисков Бодайбо», «у двоих депутатов Народного собрания Ингушетии ФСБ по Московской области обнаружено большое количество золота в слитках». Ингушские ОПГ действуют в местах добычи золота, незаконно скупая металл у старателей. Падение объёмов золотодобычи в России, отмечавшееся в последние годы, связывают как раз с массовыми хищениями. В конце 90-х магаданский губернатор Валентин Цветков перекрыл кислород ингушским ОПГ, после чего объёмы добычи золота поднялись с 20 до 33 тонн в год. 18 октября 2002 года Цветков был убит выстрелом в затылок в центре российской столицы..

### Калмыцкие
Основная сфера деятельности — браконьерство осетровых на Каспии, в связи с чем возникают конфликты с ОПГ из соседнего Дагестана, конкретно — с даргинскими и ногайскими ОПГ, а также из Астрахани. Два крупнейших преступных сообщества республики — артезианское (черноземельское) и лаганское, по сообщениям сотрудников правоохранительных органов, контролируют значительные объёмы незаконной добычи рыбы на Каспии. Обе ОПГ для этой цели располагают своим небольшим «флотом» и отрядами боевиков для защиты своей территории.

### Киргизские
Отмечается, что во главе киргизской преступности в России стоит вор в законе Камчбек Кольбаев (Коля-киргиз), похоже, единственный этнический киргиз — вор в законе. Киргизская преступность концентрируется на строительных рынках и «крышевании» киргизских кафе и ночных клубов. Наиболее активна в Москве. Но главные доходы киргизская ОПГ получает от наркотрафика из Афганистана в Россию и далее по миру. Насколько далеко простирается влияние Коли-киргиза, красноречиво свидетельствует тот факт, что американские власти предлагают вознаграждение в миллион долларов за помощь в поимке Кольбаева. По данным Госдепа США, его преступная сеть базируется в Центральной Азии и занимается кроме контрабанды наркотиков и насвая, торговлей оружием и людьми, а также вымогательством и другими преступлениями. В свою очередь, его сеть является частью более широкого круга транснациональной преступной организации «Братский круг», состоящей из руководителей и членов нескольких евразийских преступных групп.

### Осетинские
Осетинская ОПГ — этническая организованная преступная группировка, действовавшая в Москве в 1990-е годы. Специализация — квартирные кражи, грабежи, вымогательства и похищения людей с целью получения выкупа. В данный момент ослаблена из-за того, что в 1997 году главарь ОПГ «вор в законе» Цика (Николай Бизикашвили) и его подручные были осуждены на длительные сроки заключения за похищение людей.

### Таджикские
ОПГ из Таджикистана специализируются на торговле наркотиками. В 90-е годы произошло сращивание этнической афганской (в первую очередь пуштунской), таджикской и цыганской наркомафий, разделивших между собой производство, крупно- и среднеоптовую транспортировку, розничную и мелкооптовую торговлю героином, морфием (морфином) и опием (опиумом). Также таджикская мафия занимается разбоями и рэкетом в отношении предпринимателей, имеющих отношение к рынку «Садовод» и ТЦ «Москва» в Люблино. За ней же числятся уличные грабежи, и т. д. Таджикские группировки отличаются дерзостью и жестокостью. Многие члены ОПГ участвовали в боевых действиях в Афганистане, потому прекрасно обращаются со многими видами оружия, владеют навыками планирования операций. В особо сложных случаях лидеры таджикских ОПГ порой за большие деньги нанимают чеченцев, которые приезжают вместо них на «разборки».

### Татарские
Татарские ОПГ занимаются грабежами, заказными убийствами, «крышеванием», вымогательствами, а также отмыванием денег. «Хади Такташ» — одна из самых известных российских ОПГ, которая возникла ещё в конце 1970-х годов и была ликвидирована лишь спустя 20 лет.
Особенностью татарских ОПГ является смешанный этнический состав, причём не только на уровне рядовых бандитов, но и на уровне руководства. Так, ОПГ «29-й комплекс» руководили татарин Саляхов, русский Власов и украинец Еременко. Лидером ОПГ «Хади Такташ» некоторое время был Николай Гусев. Последним лидером ОПГ «Жилка» был Юрий Марухин. ОПГ «Квартала» совместно руководили лидеры крупнейших банд — Янаков, Галиуллин, Калинин и Малков, половина из которых были русскими, в связи с чем татарстанские ОПГ приобретают определённые черты территориальных. С другой стороны, Шамилевская организованная преступная группировка, действующая в Тольятти, то есть за пределами Татарстана, имеет черты этнической ОПГ, поскольку в её руководство входили в основном этнические татары.
В бурные 1990-е в Самаре действовала группировка «татарская самооборона» во главе с борцом Хабилем Бикташевым. По мнению обозревателя Олега Иванца, данная группировка в значительной мере действительно играла роль силового прикрытия татарского бизнес-сообщества Самары от наездов других группировок, хотя отдельные её члены за спиной самого Бикташева подчас переходили определённую им роль и участвовали в самом настоящем бандитизме. Рядовые члены группировки набирались не по этническому принципу, а по критерию спортивной подготовки — из борцов. Сейчас группировка прекратила своё существование. Её лидеры переключились на легальные сферы деятельности, а рядовые бойцы ушли в другие группировки или нашли иные занятия.

### Узбекские
Узбекская наркомафия — устоявшееся в прессе обозначение ряда преступных группировок, состоящих из этнических узбеков и специализирующихся на транзите афганских наркотиков. Формирование узбекской наркомафии произошло вскоре после Афганской войны.
По информации депутата Европарламента Томаса Уайза, лидером узбекской наркомафии («героиновым королём») считается Гафур Рахимов
Узбекская наркомафия была замечена в поставках героина на Камчатку, в Екатеринбург, Пермь и Челябинскую область.

### Чеченские
«Чеченская» преступная группировка не признаёт «воровских законов», характеризуется наибольшей сплочённостью и действует «беспредельно». Её деятельность включает вымогательства, похищения людей, торговлю оружием и наркотиками, контроль над банками, гостиницами, казино и развлекательными центрами, рынками. Эту ОПГ отличает наибольшая сплоченность.Чеченцы обязаны помогать людям из своего тейпа, отказ расценивается как нанесение кровной обиды. Согласно обычаю младший из членов тейпа обязан беспрекословно выполнить любое, даже противозаконное, поручение старшего. У многих чеченских ОПГ имеются связи в органах власти. Традиционно они контролировали банковские операции, контрабанду автомашин, букмекерскую и коллекторскую деятельность, а также занимались незаконной торговлей нефтью, низкокачественным бензином, наркотиками и «крышеванием» проституции. Наиболее могущественными среди чеченских ОПГ являются лазанская организованная преступная группировка и шамадовская организованная преступная группировка, действующая в Тольятти.
В сентябре 1999 года глава МВД РФ Владимир Рушайло заявил, что чеченские преступные группировки «контролируют свыше одной тысячи объектов экономики, в том числе 72 коммерческих банка, причем восемь из них в Москве». Однако, по свидетельствам правоохранителей, последние годы активность чеченских ОПГ в Москве и других городах России резко снизилась — в связи с улучшением экономической ситуации в ЧР многие активные члены группировок вернулись на родину

## Другие

### Цыганские
В России «цыганская мафия» c 1989 года занимается наркоторговлей и проложила героиновый трафик в Сибирь (Красноярск, Новоалтайск, Новосибирск) и на Дальний Восток (Хабаровск, Владивосток), в Подмосковье (Подольский район) и Черноземье (Воронеж). По мнению экспертов Московского ГУВД, в Москве специализацией цыганских ОПГ, наряду с таджикской и чеченской, является распространение героина, главным образом мелкооптовый сбыт наркотика.
В советское время цыганская мафия специализировалась на кражах и грабежах, хотя и в наши дни её представители попадаются на подобных правонарушениях. Имеются также сведения об использовании цыганской ОПГ трудового рабства.
За пределами России цыганские преступные группировки известны также в Германии, Франции, Украине и Казахстане

### Китайские
Китайские мафиозные группировки, или «Триады», как их называют, возникшие несколько веков назад, исторически отличаются крайней степенью законспирированности, поэтому сведений об их структуре и деятельности у правоохранительных органов мало. Местных жителей они, как правило, предпочитают не тревожить. Чаще всего преступления «Триад» происходят в среде их же соотечественников, в результате чего рэкет, угрозы, даже убийства не попадают в российскую криминалистическую статистику. Ситуация усугубляется закрытостью китайской общины как таковой и отсутствием в органах полиции достаточного числа знатоков китайского языка. По имеющимся данным, основными «Триадами» являются пекинская, шанхайская и харбинская. По оперативным данным, рядовых членов «Триады» отличают показная внешняя скромность — до аскетизма, строгая иерархия, слепое повиновение «боссам», беспощадность, круговая порука и обет молчания. «Триада», за редким исключением, не оставляет практически никаких материальных следов. Основная специализация у «Триад» на российском Дальнем Востоке — вывоз леса и контрабанда. В Центральной России китайские ОПГ занимаются нелегальным трафиком рабочей силы из КНР в Европу и Америку, организацией проституции (по некоторым данным, до 15 тыс. россиянок находятся сейчас в сексуальном рабстве в Китае) и т. д. Также китайские ОПГ являются основными поставщиками в РФ синтетических наркотиков и ингредиентов для их изготовления
.

### Нигерийские
Нигерийская наркомафия состоит в основном из студентов или бывших студентов московского университета «Дружбы Народов». Она первая решила заполнить героиновую и кокаиновую нишу и начала бесплатно раздавать наркотики по всей стране в школах и вузах. Вложив небольшие деньги, через месяц они получили колоссальный рынок сбыта. Однако, несмотря на коррумпированность таможенников, вскоре доставка наркотиков для чернокожих нигерийцев стала весьма проблематичной, поскольку их стали проверять особенно тщательно. Ввиду этого нигерийские ОПГ начали вовлекать в перевозку наркотиков российских граждан. Известны случаи, когда студенты нигерийцы заводили себе подружек — гражданок России и через некоторое время предлагали им поехать на «экскурсию» по Нигерии. Если те соглашались, нигерийцы уже в Африке различными, не всегда гуманными и законными методами, втягивали их в бизнес, заставляя глотать капсулы с наркотиками. Кроме того, переправлять наркотики нигерийцы и наркодельцы стали в основном окружными путями, через южные и восточные границы России, через Узбекистан и Казахстан. Далее из этих государств наркотики доставляются в Россию на поездах российскими курьерами

## Наркоторговля
Главным поставщиком героина в Москву является афгано-таджикская преступная группировка, которые занимаются оптовыми поставками и налаживанием каналов таких поставок. Розничным сбытом в Москве занимается цыганская преступная группировка. По словам Александра Тарасенко, борьба с такими этническими преступными группировками осложняется тем, что в них все отношения построены на родово-клановом признаке, а также тем, что все взаимоотношения внутри этих группировок ведутся на языках, отличных от русского, а сотрудников милиции, знающих эти языки, в Управлении по борьбе с наркотиками достаточно мало.

## Мнение властей
Владимир Путин на Прямой линии сказал: 

«Этнические преступные сообщества существуют, существовали и в Советском Союзе, и в России существуют, и борьба с ними ведётся давно».
Александр Буксман, заместитель Генерального прокурора РФ:

Этническая преступность давно сложилась в новейшей российской истории; значительная часть организованных преступных групп носит этнический оттенок, создается по земляческому принципу. И надо сказать, что такой принцип создания делает их более устойчивыми, не связанными круговой порукой, и бороться с такой преступностью особенно сложно.

## Этническая преступность наУкраине
В 2007 году в Департаменте уголовного розыска МВД Украины создано подразделение противодействия этнической преступности. По словам замминистра МВД Василия Фатхутдинова, на Украине на 2007 год действовали грузинские преступные сообщества, занимавшиеся квартирными кражами, группировки армян, группировки цыган, специализирующиеся на торговле наркотиками, группировки молдаван-контрабандистов и скупщиков краденого золота, а также крымских татар, занимающиеся захватом земель.

## Этнические преступные группировки в мире
Этническая преступность в разных странах и регионах имеет свой характер. В разных странах распространены свои группировки, редко пересекающиеся с группировками из других стран.
Так, в США это еврейская мафия, итальянская мафия, армянская мафия, российская мафия, китайские преступные группировки, украинская мафия и так далее.